# Oświata w Kłodzku
Oświata w Kłodzku – system oświatowy w Kłodzku złożony jest obecnie ze szkół publicznych, prowadzonych przez miasto, prowadzonych przez miasto oraz szkół niepublicznych, nad którymi opiekę sprawują zakładające je stowarzyszenia.

## Historia

### Średniowiecze
Początki oświaty w Kłodzku sięgają początków XIV wieku, kiedy to pod mamy pierwsze pisane poświadczania dotyczące prowadzenia przez zakon joannitów, osiadłych w mieście w 1183 roku. Prowadzili oni szkołę parafialną, do której uczęszczały dzieci mieszczan i szlachty kłodzkiej. Do sprowadzenia do Kłodzka kanoników regularnych przez abpa Arnoszta z Pardubic była to jedyna taka placówka w mieście.
Otwarcie drugiej szkoły przez przybyłych w 1350 roku kanoników regularnych (augustianów), wywołało ostry sprzeciw joannitów. Spór załagodził sam arcybiskup Arnoszt, który przyznał rację joannitom i nie zezwolił na utworzenie szkoły. Spór został wznowiony w 1365 roku, kiedy kolejny arcybiskup praski, Jan Očko z Vlašimi wyraził zgodę na otworzenie przez kanoników regularnych szkoły dla szesnaściorga dzieci obywateli Kłodzka. W kolejnych latach liczba jej uczniów została zwiększona do dwudziestu czterech. Ostatecznie spór został zażegnany w połowie XV wieku przez starostę Hynka Krušinę na korzyść augustianów.

### Nowożytność
Wraz z pojawieniem się humanizmu i reformacji w XVI wieku utworzenie nowej szkoły, odpowiadającej nowym ideom i poszukującą do ich realizacji nowych metod i treści dydaktycznych, stało się koniecznością dla władz miejskich. Stało się to w 1562 roku, kiedy powołano do życia szkołę humanistyczną, która w 1590 roku otrzymała status wyższej szkoły protestanckiej. Prezentowała ona dobry poziom, ponieważ jej absolwenci udawali się na studia m.in. do Krakowa, Marburgu, Heidelbergu, Strasburga i Pragi.
Ważnym wydarzeniem było przybycie do miasta w 1597 roku jezuitów, którzy objęli probostwo i szkołę po kanonikach regularnych. W tym czasie prawdopodobnie założyli kolegium. W 1626 roku przejęli szkołę po joannitach, a w 1655 roku rozpoczęli budowę nowego gmachu według projektu włoskiego architekta Carlo Lurago, którego budowa trwała z przerwami 25 lat, do 1690 roku. W tym samym czasie w pobliżu, u zbiegu ulic Judengasse i Grünestrasse zaadaptowali pięć kamienic mieszczańskich, znacznie je przebudowując na potrzeby konwiktu, w którym w 1696 roku mieszkało 60 uczniów. Kolegium jezuickie stało na bardzo wysokim poziomie i należało do lepszych szkół tego typu w regionie, jednak działalność edukacyjna jezuitów skupiała się wyłącznie wokół szkolnictwa średniego ze szkodą dla szkolnictwa elementarnego.
Kolejne stulecie przyniosło ze sobą potrzebę wprowadzenia dużych zmian w szkolnictwie, zarówno w sensie organizacyjnym, jak i dydaktyczno-metodycznym. W drugiej połowie XVIII wieku zadaniom tym próbował sprostać opat z Żagania – Johann Ignaz Felbiger, który zaproponował zmiany w szkolnictwie, polegającą m.in. na organizacji terytorialnej szkół:
- szkoła elementarna (Trivialschule) – miała być w każdym mieście, wsi, a uczyć miała czytać, pisać i religii,
- szkoła podstawowa – miała być w każdym okręgu i uczyć łaciny, geografii, historii, matematyki, podstaw gospodarstwa domowego i uprawy roli,
- szkoła normalna (Normalschule) – miała istnieć w każdej prowincji i przygotowywać do zawodu nauczyciela.

Postulował też objęciem obowiązkiem szkolnym dziewcząt. Niewątpliwym osiągnięciem tego pedagoga było utworzenie w Kłodzku pod koniec XVIII wieku, seminarium nauczycielskiego. Zbiegło się to w czasie z zakończeniem działalności w 1776 roku przez kolegium jezuitów, co związane było z kasatą tego zakonu w monarchii pruskiej. Jego dobra 11 lat później (1787/1788) sprzedano podczas licytacji za 53 250 talarów.

### Długi wiekXIX
Dopiero w 1800 roku w miejscu dawnego kolegium władze pruskie utworzyły męskie gimnazjum, przekształcone w 1810 roku po połączeniu z konwiktem w Królewskie Gimnazjum Katolickie, do którego uczęszczało 300 uczniów (lata 20. XIX wieku).
Niezmiennie natomiast działała dawna szkoła parafialna, do której w 1825 roku uczęszczało 221 uczniów i 210 uczennic. W 1830 roku szkołę przejęło miasto i pełniła od tej pory rolę szkoły gminnej. W tym czasie wzniesiono na jej potrzeby nowy budynek przy placu Kościelnym. Nauka odbywała się w sześciu klasach, a liczba uczniów wzrosła do 789. W 1854 ich liczba sięgała już 957, wobec czego szkołę podzielono na: żeńską (456 uczennic), współprowadzoną przez zakonnice i męską (537 uczniów). Do elementarnej szkoły ewangelickiej uczęszczało w 1825 roku 146, a 15 lat później już 400 dzieci. Poza tym działa szkoła garnizonowa, w której naukę pobierało 55 uczniów i uczennic (1825), a nadzorowana była przez kapelana garnizonowego.
Połowa XIX wieku to okres rozkwitu w Kłodzku szkolnictwa średniego za sprawą przybycia do miasta zakonnic z kongregacji Marii Teresy, które w 1858 roku założyły prywatną szkołę kończącą się egzaminem maturalnym, zwaną Theresianum. Szkoła ta cieszyła się ze względu na wysoki poziom nauczania zainteresowaniem ze strony mieszkańców całego hrabstwa kłodzkiego. W 1855 roku panna Dreschner założyła kolejną szkołę średnią dla protestanckich dziewcząt. Zapotrzebowanie na rzemieślników spowodowało uruchomienie w 1875 roku szkoły dokształcającej rzemieślników, w której uczyło się 270 uczniów. W 1900 roku swoją siedzibę w Kłodzku znalazła przeniesiona z Bystrzycy Kłodzkiej zimowa szkoła rolnicza, licząca 120 uczniów.
Wielka zmiana nastąpiła w kłodzkim szkolnictwie na początku XX wieku, ponieważ wtedy w latach 1912–1914 wybudowano nowy gmach dla katolickiej szkoły elementarnej. W tym samym roku Theresianum uzyskało status liceum, co związane było z wprowadzeniem reformy edukacji w Niemczech, polegającej na ustanowieniu ogniwa pośredniego między szkołami podstawowymi a szkołami wyższymi. Równocześnie założono miejską szkołę średnią dla chłopców, którą umieszczono w nowo wybudowanym budynku szkolnym przy obecnej ulicy Zawiszy Czarnego, łącząc ją organizacyjnie z katolicką szkołą elementarną pod nazwą Szkoły im. Franza Ludwiga.

### Dwudziestolecie międzywojenne
W 1927 roku franciszkanie odzyskali od władz wojskowych swój klasztor na Piasku, dokonując jego renowacji do 1933 roku, kiedy to uruchomiono w nim studia filozoficzne, przenosząc do Kłodzka pierwszy rok alumnów Wyższego Seminarium Duchownego Franciszkanów z Karłowic, ze względu na przepełnienie wrocławskiej uczelni.
W okresie dwudziestolecia międzywojennego rozbudowano w Kłodzku szkolnictwo zawodowe w oparciu o dwie istniejące do tej pory szkoły, z których pierwsza, szkoła rolnicza działa do 1945 roku, a w roku szkolnym 1928/1929 utworzono na niej klasę żeńską. Z kolei powstała przed I wojną światową szkoła dokształcająca młodzież w zawodach kupieckim i rzemieślniczym została w 1927 roku przekształcona w szkołę zawodową z prawdziwego zdarzenia, na którą składały się:
- jednoroczna wyższa (średnia) szkoła handlowa,
- dwuletnia szkoła handlowa,
- szkoła gospodarstwa domowego

W 1938 roku zmieniono nazwę Gimnazjum Katolickiego na Szkołę Hrabiego Götzena (Reichsgraf Friedrich Wilhelm von Götzen Schule). Rok później władze miejskie powołały ostatnią niemiecką placówkę oświatową, jaką była miejska szkoła średnia dla dziewcząt, wchodząca w skład Szkoły im. Franza Ludwiga. Ze względu na jej przepełnienie, większość zajęć odbywała się w ratuszu. Podczas II wojny światowej zajęcia edukacyjne w Kłodzku odbywały się do końca stycznia 1945 roku.

## Szkoły publiczne

### Szkoły podstawowe
| Logo | Szkoła                                               | Adres                                      | Rok założenia    | Adres internetowy | Budynek szkolny | Liczba uczniów | Dyrekcja |
| ---- | ---------------------------------------------------- | ------------------------------------------ | ---------------- | ----------------- | --------------- | -------------- | --- |
|      | Szkoła Podstawowa nr 3 im. kpt. Stanisława Betleja   | 57-300 Kłodzko ul. Jana Pawła II 4         | 1974             | SP nr 3           |                 | 647            | Dyrektor mgr Lidia Jaroszewska wicedyrektor ds. klas 4–8 mgr Karolina Gałczyńska wicedyrektor ds. klas 1–3 mgr Marzena Dworczak             |
|      | Szkoła Podstawowa nr 6 im. Unii Europejskiej         | 57-300 Kłodzko ul. Bohaterów Getta 22      | 1982             | SP nr 6           |                 | 430            | Dyrektor mgr Agnieszka Kawa wicedyrektor mgr Monika Wróbel                                                                                  |
|      | Szkoła Podstawowa nr 7 im. Tadeusza Kościuszki       | 57-300 Kłodzko ul. Henryka Sienkiewicza 61 | 2008 (1986/1999) | SP7               |                 | 193            | Dyrektor mgr Anna Kasprzycka wicedyrektor ds. wychowawczych mgr Joanna Mularczyk-Baran wicedyrektor ds. dydaktycznych mgr Agnieszka Ogiegło |
|      | Szkoła Podstawowa nr 2 im. Jana Pawła II             | 57-300 Kłodzko ul. Zamiejska 24            | 1986             | SP2               |                 | 251            | Dyrektor mgr Iwona Banyś wicedyrektor: mgr Zofia Grodzicka                                                                                  |
|      | Szkoła Podstawowa nr 1 im. Adama Mickiewicza         | 57-300 Kłodzko ul. Zawiszy Czarnego 5      | 1999             | SP1               |                 | 365            | Dyrektor dr Jacek Unuczek wicedyrektor mgr Joanna Kołaczyk                                                                                  |
|      | Szkoła Podstawowa im. Władysława Stanisława Reymonta | 57-300 Kłodzko ul. Romualda Traugutta 1a   | 1999             | SP"8"             |                 |                | Dyrektor mgr inż. Krzysztof Szkudlarek wicedyrektor mgr Ewa Szczepaniak                                                                     |

### Szkoły średnie
| Logo | Szkoła                                          | Adres                                  | Rok założenia | Adres internetowy | Budynek szkolny | Liczba uczniów | Dyrekcja |
| ---- | ----------------------------------------------- | -------------------------------------- | ------------- | ----------------- | --------------- | -------------- | --- |
|      | Liceum Ogólnokształcące im. Bolesława Chrobrego | 57-300 Kłodzko ul. Wojska Polskiego 11 | 1945          | I LO              |                 | 601            | Dyrektor mgr Marcin Klimaszewski wicedyrektor mgr Kamila Wyrwa wicedyrektor mgr Tomasz Biernacik                                             |
|      | Kłodzka Szkoła Przedsiębiorczości               | 57-300 Kłodzko ul. Szkolna 8           | 2002 (1974)   | KSP               |                 | 1090           | Dyrektor mgr Rafał Hankus wicedyrektor mgr Andrzej Niemiec wicedyrektor mgr inż. Mariola Bil wicedyrektor Sylwia Dajczer-Gałczyńska          |
|      | Zespół Szkół Technicznych w Kłodzku             | 57-300 Kłodzko ul. Bohaterów Getta 6   | 1965 (2002)   | ZST               |                 | 467            | Dyrektor mgr Rafał Olecha wicedyrektor ds. pedagogicznych mgr Mariusz Bieszke wicedyrektor ds. kształcenia zawodowego inż. Jacek Szczepański |

### Szkoły specjalne
| Logo | Szkoła                               | Adres                              | Rok założenia | Adres internetowy | Budynek szkolny | Liczba uczniów | Dyrekcja                            |
| ---- | ------------------------------------ | ---------------------------------- | ------------- | ----------------- | --------------- | -------------- | ----------------------------------- |
|      | Zespół Szkół Specjalnych             | 57-300 Kłodzko ul. Wyspiańskiego 2 |               | ZSS               |                 | 24             | dyrektor: mgr Marlena Runiewicz-Wac |
|      | Zasadnicza Zawodowa Szkoła Specjalna | 57-300 Kłodzko ul. Warty 70        | 1991          | brak              |                 | 65             | dyrektor: mgr Krzysztof Szymański   |

### Szkoły artystyczne
| Logo | Szkoła                                                    | Adres                                    | Rok założenia | Adres internetowy | Budynek szkolny | Liczba uczniów | Dyrekcja                             |
| ---- | --------------------------------------------------------- | ---------------------------------------- | ------------- | ----------------- | --------------- | -------------- | ------------------------------------ |
|      | Państwowa Szkoła Muzyczna I stopnia im. Fryderyka Chopina | 57-300 Kłodzko ul. Tadeusza Kościuszki 8 | 1946          | PSM               |                 |                | Dyrektor Anna Bartkiewicz-Brzozowska |

### Szkoły wyższe
W latach 2004–2013 W Kłodzku funkcjonował Zamiejscowy Ośrodek Dydaktyczny Instytutu Pedagogiki Wydziału Nauk Historycznych i Pedagogicznych Uniwersytetu Wrocławskiego.

## Szkoły niepubliczne

### Szkoły podstawowe
| Logo | Szkoła                      | Adres                              | Rok założenia | Adres internetowy | Budynek szkolny | Liczba uczniów | Dyrekcja          |
| ---- | --------------------------- | ---------------------------------- | ------------- | ----------------- | --------------- | -------------- | ----------------- |
|      | Społeczna Szkoła Podstawowa | 57-300 Kłodzko ul. Daszyńskiego 12 | 1991          |                   |                 |                | mgr Iwona Lemiesz |

### Gimnazja
| Logo | Szkoła                                                  | Adres                              | Rok założenia | Adres internetowy | Budynek szkolny | Liczba uczniów | Dyrekcja                |
| ---- | ------------------------------------------------------- | ---------------------------------- | ------------- | ----------------- | --------------- | -------------- | ----------------------- |
|      | Społeczne Gimnazjum                                     | 57-300 Kłodzko ul. Daszyńskiego 12 | 1991          |                   |                 |                | mgr Iwona Lemiesz       |
|      | Gimnazjum Alternatywne (w Zespole Szkół Alternatywnych) | 57-300 Kłodzko ul. Łużycka 8       | 1999          |                   |                 |                | mgr Mariola Łuszczewska |

### Szkoły średnie
| Logo | Szkoła                              | Adres                              | Rok założenia | Adres internetowy | Budynek szkolny | Liczba uczniów | Dyrekcja                |
| ---- | ----------------------------------- | ---------------------------------- | ------------- | ----------------- | --------------- | -------------- | ----------------------- |
|      | Społeczne Liceum Ogólnokształcące   | 57-300 Kłodzko ul. Daszyńskiego 12 | 1991          |                   |                 |                | mgr Iwona Lemiesz       |
|      | Alternatywne Liceum Ogólnoształcące | 57-300 Kłodzko ul. Łużycka 8       | 1999          |                   |                 |                | mgr Mariola Łuszczewska |

### Szkoły wyższe
| Logo | Szkoła                                                              | Adres                                 | Rok założenia | Adres internetowy | Budynek szkolny | Liczba uczniów | Dyrekcja                     |
| ---- | ------------------------------------------------------------------- | ------------------------------------- | ------------- | ----------------- | --------------- | -------------- | ---------------------------- |
|      | Wyższa Szkoła Zarządzania „Edukacja” we Wrocławiu Wydział Turystyki | 57-300 Kłodzko ul. Wyspiańskiego 2f   | 2002          |                   |                 | 255            | dr Mirosław Mrówka           |
|      | Dolnośląska Szkoła Wyższa we Wrocławiu                              | 57-300 Kłodzko ul. Zawiszy Czarnego 3 | 2010          |                   |                 |                | dr hab. Bożena Wojtasik      |
|      | Sudecka Wyższa Szkoła                                               | 57-300 Kłodzko ul. Łukasińskiego 43   | 2012          |                   |                 |                | inż. Czesław Wojciechowski   |
|      | Wyższa Szkoła Medyczna w Kłodzku                                    | 57-300 Kłodzko ul. Warty 21           | 2014          |                   |                 |                | prof. dr hab. Andrzej Dżugaj |